# Бутаджири-Силти
Бутаджири-Силти — вулкан в Эфиопии, в регионе Народов и народностей юга.
Вулкан Бутаджира-Силти — вулканическое поле. Наивысшая точка — 2281 метров. Располагается в 140 километрах к югу от Аддис-Абебы между вулканами Аваса и Шала. Состоит из застывших лавовых потоков базальта и гиалофанов. Толщина застывшей лавы составляет несколько десятков метров. На лавовом поле образовались маары и кратеры. Наибольший кратер диаметром 800 метров, возвышающийся на 125 метров над основной местностью. Он заполнен водой и образовал небольшое озеро. Крупные вулканические блоки из базальтов и игнимбритов разбросаны по всему вулканическому полю. Вулканическая деятельность началась в эпоху плейстоцена и преимущественно изверженный материал состоял из риолитов, в результате которого образовались маары, более поздние извержения состояли из базальтов.